# Fossa (esogeologia)
Fossa (plurale: fossae) è un termine latino che indica una generica trincea o un canale. È di uso comune in esogeologia per indicare una depressione allungata in senso longitudinale, oppure una valle particolarmente lunga e rettilinea. Le fossae sono presenti sui vari corpi celesti in formazioni raggruppate (è il caso delle Tantalus Fossae, presso Alba Patera, su Marte) oppure isolate (come l'Aganippe Fossa, ad ovest dell'Arsia Mons, sempre su Marte).
Il termine fossa è stato assegnato a strutture di questo tipo presenti su Mercurio, su Venere, su Marte, sui satelliti gioviani Europa e Ganimede, sui satelliti saturniani Encelado, Dione e Rea, sul satellite nettuniano Tritone, sui pianeti nani Cerere e Plutone e sugli asteroidi 4 Vesta, 21 Lutetia, Dinkinesh e Ryugu. Un tempo il termnine era usato anche per alcune caratteristiche della Luna ma sono poi state abolite.

## Nomenclatura
L'Unione Astronomica Internazionale ha stabilito le seguenti regole per assegnare il nome a una fossa:
- Pianeti
  - Mercurio: capolavori dell'architettura
  - Venere: divinità e personaggi mitologi femminili legati alla guerra
  - Marte: caratteristiche di albedo presenti sulle mappe marziane di Eugène Michel Antoniadi e Giovanni Virginio Schiaparelli
- Pianeti nani
  - Cerere: festività associate all'agricoltura
  - Plutone: eroi ed esploratori dell'oltretomba
- Satelliti
  - Europa: personaggi e luoghi associati al mito di Europa e di suo fratello Cadmo oppure importanti allineamenti di pietre megalitiche
  - Ganimede: divinità ed eroi delle antiche popolazioni della Mezzaluna Fertile
  - Encelado: personaggi e luoghi tratti da Le mille e una notte
  - Dione: personaggi e luoghi tratti dall'Eneide
  - Rea: personaggi e luoghi legati a miti della creazione
  - Tritone: divinità marine di varie culture oppure luoghi legati all'acqua
- Asteroidi
  - 162173 Ryugu:  luoghi e personaggi legati a fiabe e racconti per bambini
  - 152830 Dinkinesh: aggettivi bella, meravigliosa, magnifica espressi nei vari linguaggi dell'umanità
  - 21 Lutetia: fiumi dell'Impero Romano
  - 4 Vesta:[4] festività dell'antica Roma